# Oluseyi Smith
Oluseyi Smith, född 21 februari 1987, är en friidrottare från Kanada. Han deltog vid olympiska sommarspelen 2012 och vinter-OS 2018.